# Shahzan Muda FC
El Shahzan Muda FC fue un equipo de fútbol de Malasia que jugaba en la Copa FAM, tercera división nacional.

## Historia
Fue fundado el 1 de diciembre de 2005 en la ciudad de Kuantan en el estado federal de Pahang y en 2008 juega en la Liga Premier de Malasia, la segunda división nacional.
El club estuvo en la segunda categoría hasta su descenso en la temporada 2010 luego de terminar en último lugar entre 12 equipos, pasando a jugar en la Copa FAM en las siguientes ocho temporadas, participó constantemente en la Copa de Malasia con excepción de la edición de 2011 pero nunca superó la segunda ronda.
El club desapareció en 2018 luego de que la Copa FAM fuera disuelta para dar paso a la Liga M3.

## Clubes Afiliados
| - Kuantan FA | - Pahang FA |